# Schuhlochbach
Der Schuhlochbach ist ein fast vier Kilometer langer Bach des Südschwarzwaldes, der am Hörnle auf dem Gemeindegebiet von Häg-Ehrsberg als Hirzenbach entspringt und in Atzenbach im baden-württembergischen Landkreis Lörrach von links und Südosten in die Wiese mündet.

## Geographie

### Verlauf

#### Hirzenbach
Der Schuhlochbach entspringt oberhalb des Zeller Zinkens Hütten am Hörnle im Hirzenloch auf der Gemarkung Häg-Ehrsberg als Hirzenbach. Dieser verläuft westsüdwestwärts an Hütten vorbei, bis auf etwa 665 m ü. NHN ein namenloser Hangwaldzufluss von links und Süden mündet. Von dieser Mündung an heißt er Schuhlochbach. 

#### Schuhlochbach
Weitgehend westwärts fließt der Schuhlochbach weiter südlich unterhalb an Riedichen vorbei, bis zur Einmündung des Geißgrabens (von links auf etwa 570 m ü. NHN), der oberhalb von Gaisbühl entspringt.
Im weiteren Verlauf nordwestwärts fällt er bald die Atzenbacher Wasserfälle hinab. Oberhalb der Mündung des Herrenmättlebachs speist er eine Fischzuchtanlage mit rund 15 Weihern. Von dort an verläuft er weitgehend parallel zur K 3601 (Riedicher Straße), die ihn einmal quert. Auf Höhe der Atzenbacher Wohnbebauung ist er stellenweise eingedolt, ehe er knapp unterhalb der Kirche in Atzenbach in die Wiese mündet.

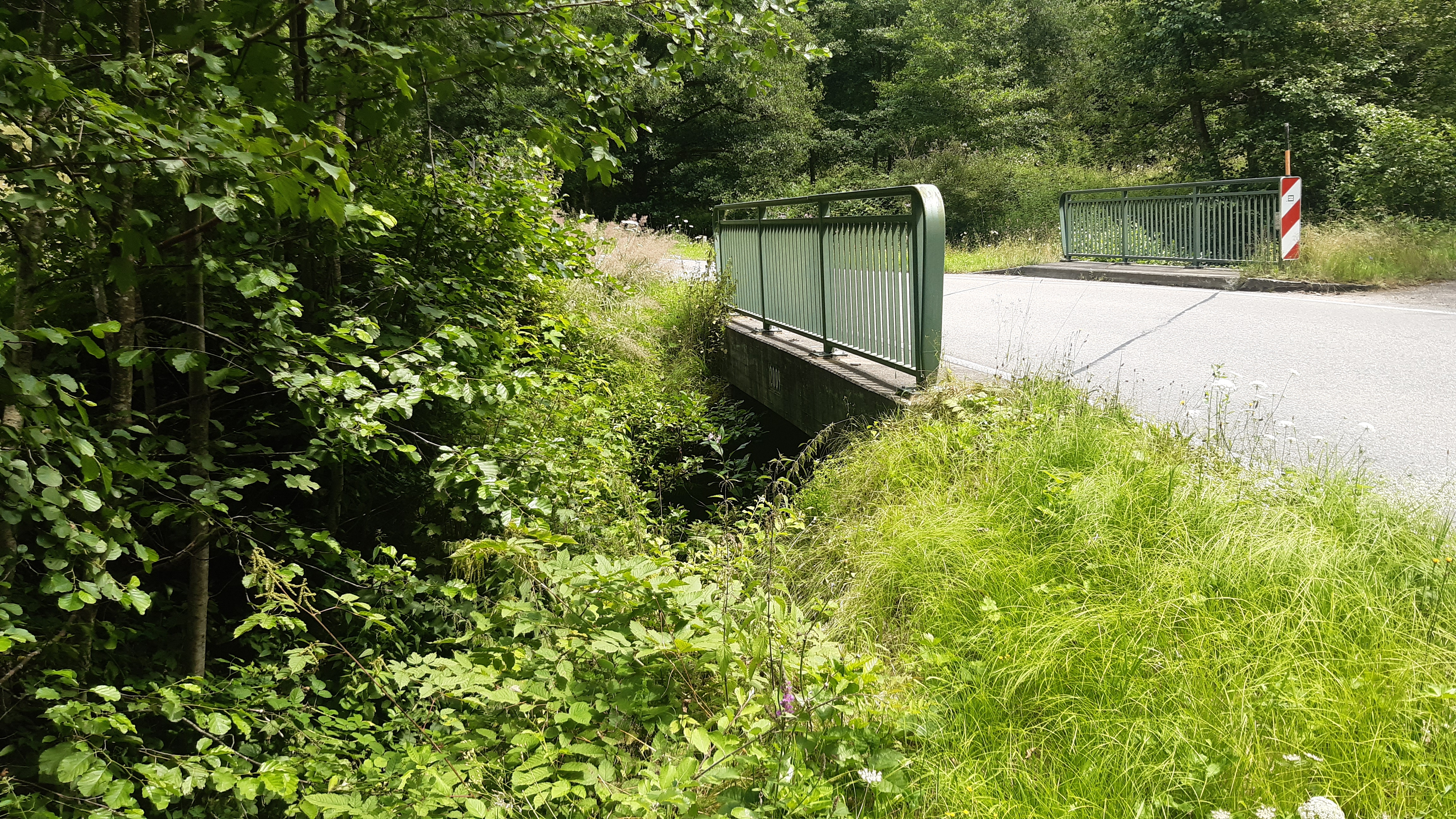
Die Brücke der K 3601 über den Schuhlochbach auf ca. 520 m ü. NHN (Totalsanierung 2009[2]).
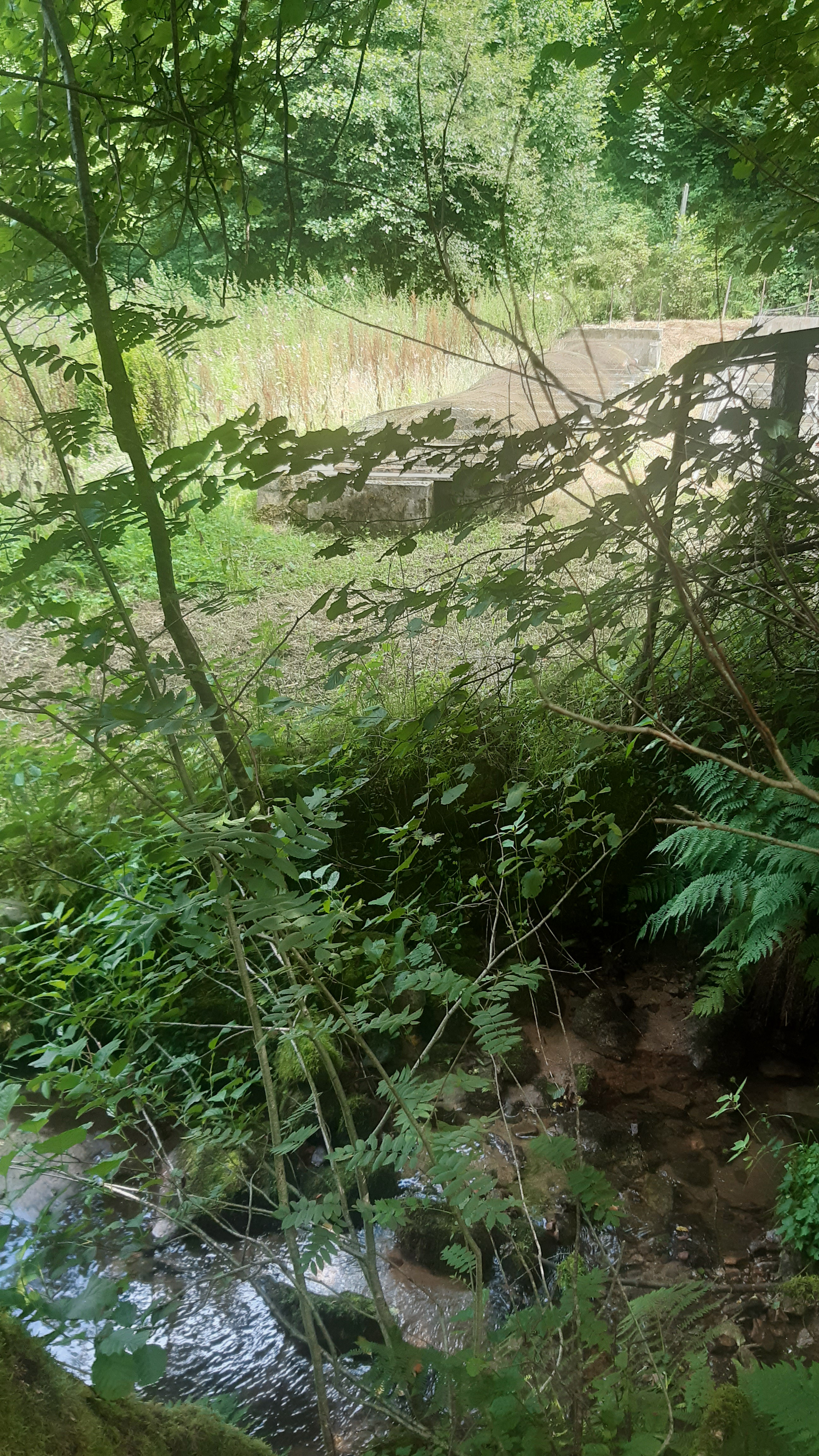
Der Schuhlochbach oberhalb der Brücke über die K 3601, im Hintergrund einer der Fischweiher.
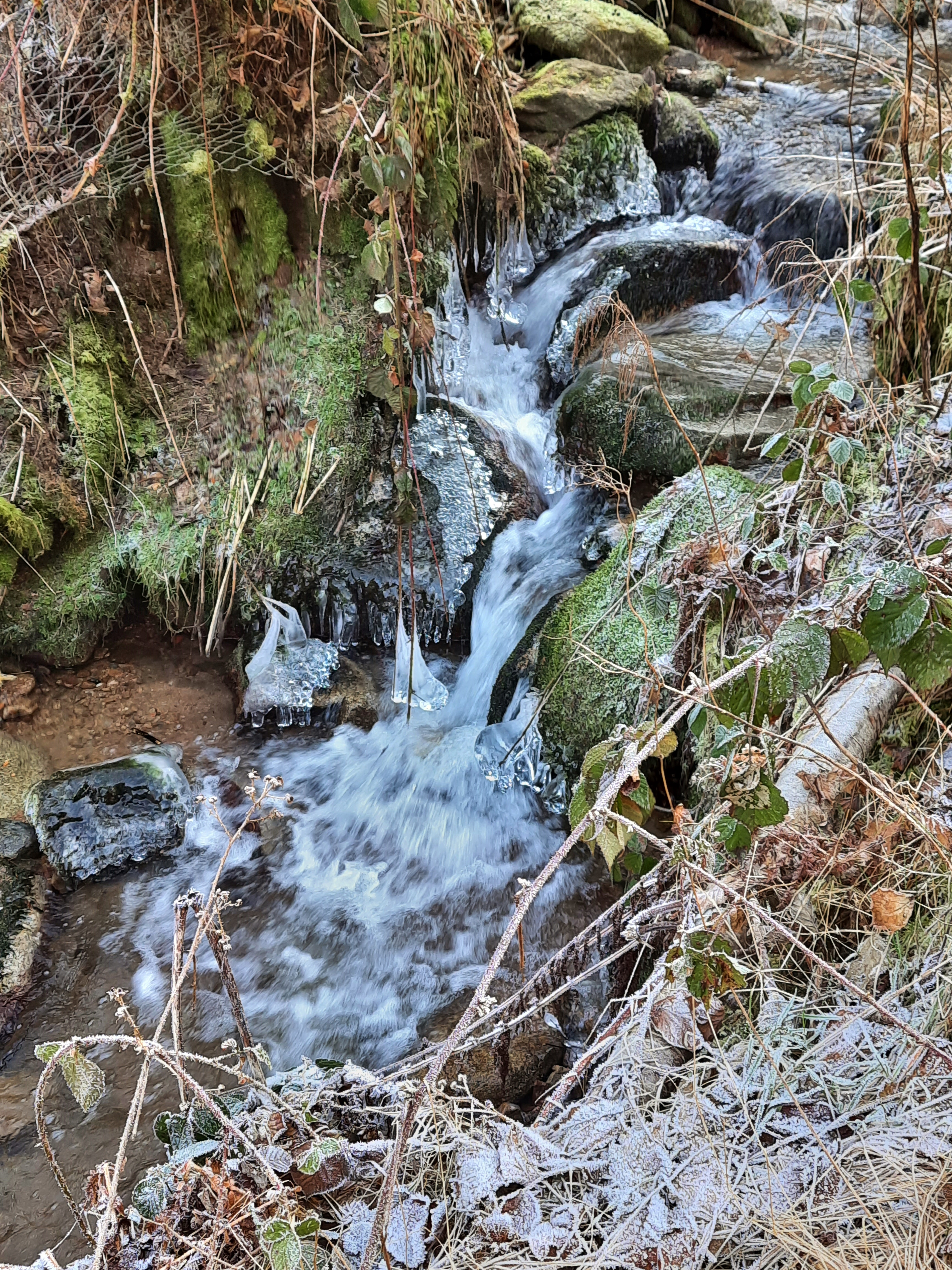
Die vom Schuhlochbach gespeisten Atzenbacher Wasserfälle im Februar 2023.
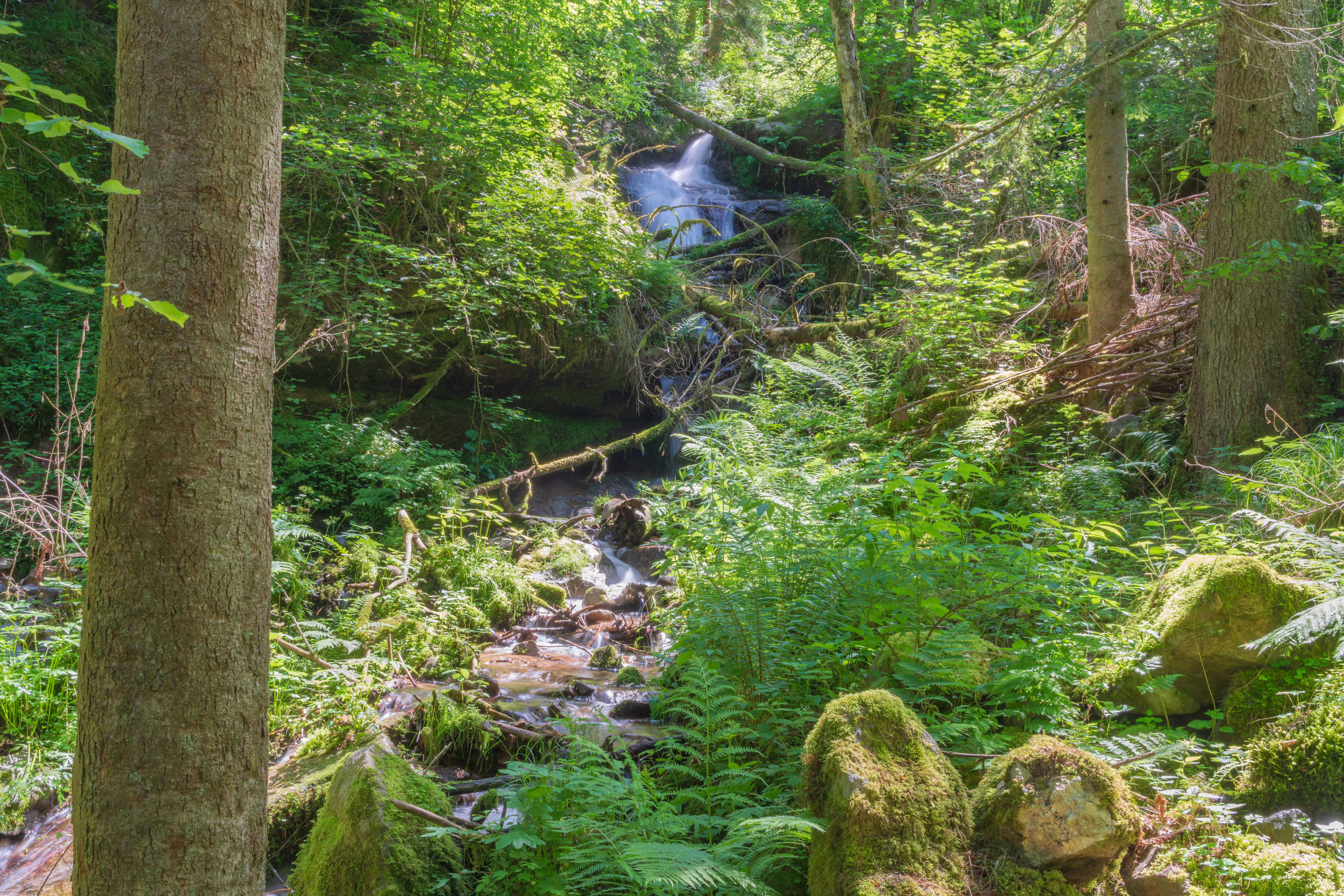
Die vom Schuhlochbach gespeisten Atzenbacher Wasserfälle im Mai 2018.

### Einzugsgebiet
Das naturräumlich zum Südschwarzwald gehörende Einzugsgebiet ist etwa 4,2 km² groß und liegt zu über 90 % im Stadtgebiet von Zell im Wiesental, 
die übrigen Anteile gehören zum Stadtgebiet von Schopfheim im Süden und ganz im Osten zum Gemeindegebiet von Häg-Ehrsberg. Dort an seiner Ostecke liegt auf dem Gipfel des 1032,7 m ü. NHN hohen Hörnle der höchste Punkt über der tief eingekerbten Tallandschaft, die einen hohen Waldanteil hat.
Reihum grenzen die Einzugsgebiete der folgenden Nachbargewässer an:
- Im Norden fließt der Erzenbach ebenfalls etwa westwärts zur Wiese unmittelbar oberhalb in Atzenbach;
- im Ostnordosten grenzt kurz das Einzugsgebiet des noch höher zur Wiese entwässernden Angenbachs an;
- der Abfluss jenseits der südöstlichen Wasserscheide gelangt über die Hasel in die Wehra, einen Zufluss des Rheins oberhalb der Wiese;
- im Südwesten konkurriert der Freigraben, der unmittelbar nach dem Schuhlochbach in die Wiese mündet.

### Zuflüsse und Seen
Liste der Zuflüsse und Seen von der Quelle zur Mündung (abgefragt oder abgemessen auf der amtlichen Gewässerkarte).
In den Hirzenbach müden:
- (Namenloser Hangwaldzufluss), von links und Osten, Länge ca. 220 m, mündet auf etwa 810 m ü. NHN, entspringt auf der Gemeindegrenze zwischen Zell und Häg-Ehrsberg auf etwa 868 m ü. NHN;
- (Namenloser Hangwaldzufluss), von links und Südosten, Länge ca. 280 m, mündet an der gleichen Stelle wie der vorstehende auf etwa 810 m ü. NHN, entspringt auf etwa 885 m ü. NHN;
- (Namenloser Hangwaldzufluss), von links und Osten, Länge ca. 350 m, mündet auf etwa 690 m ü. NHN, entspringt auf etwa 755 m ü. NHN gut 100 m westlich der Josefshütte;
- (Namenloser Hangwaldzufluss), von links und Süden, Länge ca. 950 m, mündet auf etwa 663 m ü. NHN, entspringt auf etwa 845 m ü. NHN am Nordhang des Tannenkopfs; in diesen münden:
  - (Namenloser Hangwaldzufluss), von rechts und Osten, Länge ca. 280 m, mündet auf etwa 740 m ü. NHN, entspringt auf etwa 830 m ü. NHN;
  - (Namenloser Hangwaldzufluss), von links und Süden, Länge ca. 300 m, mündet auf etwa 690 m ü. NHN, entspringt auf etwa 738 m ü. NHN.

Ab hier heißt der Bach Schuhlochbach, in diesen münden:
- (Namenloser Hangwaldzufluss), von links und Süden, Länge ca. 310 m, mündet auf etwa 498 m ü. NHN, entspringt auf etwa 680 m ü. NHN südlich von Gaisbühl;
- Geißgraben, DGKZ: 232522, von links und Süden, Länge 1,2 km, Einzugsgebiet ca. 0,9 km², mündet auf etwa 570 m ü. NHN, entspringt auf etwa 810 m ü. NHN am Nordhang des Gleichen (958,7 m ü. NHN) über Gaisbühl; in diesen münden
  - (Namenloser Hangwaldzufluss) von links und Südwesten, Länge ca. 380 m, mündet auf etwa 750 m ü. NHN, entspringt auf etwa 855 m ü. NHN am Nordosthang der Hohen Möhr;
  - (Namenloser Hangwaldzufluss) von links und Südwesten, Länge ca. 270 m, mündet auf etwa 650 m ü. NHN, entspringt auf etwa 760 m ü. NHN;
  - (Namenloser Hangwaldzufluss) von links und Westen, Länge ca. 170 m, mündet auf etwa 645 m ü. NHN, entspringt auf etwa 712 m ü. NHN;
- passiert bis zur Mündung des Herrenmättlebachs eine Reihe von meist kleinen Fischteichen rechts am Lauf, der letzte und einzige größere mit 0,1 ha Fläche;
- zwischen den Teichen mündet ein weiterer (Namenloser Hangwaldzufluss), von rechts und Südosten, Länge ca. 310 m, mündet auf etwa 515 m ü. NHN entspringt auf etwa 595 m ü. NHN, in diesen mündet:
  - (Namenloser Hangwaldzufluss) von links und Nordosten, Länge ca. 200 m, mündet auf etwa 528 m ü. NHN, entspringt auf etwa 577 m ü. NHN;
- Herrenmättlebach, DGKZ: 232524, von rechts und Osten, Länge ca. 0,7 km, Einzugsgebiet ca. 0,3 km², mündet auf etwa 494 m ü. NHN in der untersten Steigenschlinge der Riedicher Straße (K 6301), entspringt auf etwa 675 m ü. NHN nördlich von Riedichen im Kreuzbühl; in diesen wiederum mündet:
  - (Namenloser Hangwaldzufluss) von rechts und Westen, Länge ca. 100 m, mündet auf etwa 590 m ü. NHN, entspringt auf etwa 618 m ü. NHN.

### Flusssystem Wiese
- Fließgewässer im Flusssystem Wiese

## Trivia
Kurz vor der Mündung in die Wiese im Bereich der Verdolung wurde 2018 festgestellt, dass der Schuhlochbach die Riedicher Straße (K 3601) und das angrenzende Wohnhaus unterspült hat. Seither ist die Straße an dieser Stelle halbseitig gesperrt (Stand: August 2024).